# Emiliano Viviano
Emiliano Viviano (Fiesole, 1º dicembre 1985) è un ex calciatore italiano di ruolo portiere.

## Biografia
Il 7 aprile 2008, dopo cinque anni di convivenza, si è sposato con Manuela Tosini, all'epoca suo procuratore sportivo, da cui ha avuto Viola (nata il 16 agosto 2009 e il cui nome è dovuto al tifo di Viviano per la Fiorentina) e Lorenzo. Successivamente i due si sono separati.
Tifoso della Fiorentina, è stato un abbonato della Curva Fiesole anche da professionista, in quanto ai tempi del Brescia giocava il sabato ed aveva quindi la domenica libera.

## Caratteristiche tecniche
Era un portiere reattivo, molto abile nell'opporsi ai calci di rigore e tra i pali, ma meno sicuro nelle uscite alte.

## Carriera

### Club

#### Gli esordi nella Fiorentina, Brescia e Cesena
Dopo aver cominciato nel Dopolavoro Ferroviario Firenze e nella Polisportiva Firenze Ovest, è cresciuto nel vivaio della Fiorentina, squadra di cui è tifoso, venendo poi acquistato (a seguito del fallimento della società viola nell'estate del 2002) dal Brescia. Dopo due anni nella Primavera del Brescia, nella stagione 2004-2005 viene mandato in prestito al Cesena, in Serie B. Debutta tra i professionisti l'11 settembre 2004, a 18 anni, entrando nel secondo tempo della partita Cesena-Triestina (1-0) dopo l'espulsione del portiere titolare Giovanni Indiveri. A fine stagione totalizza 13 presenze in campionato.
L'anno successivo torna al Brescia appena retrocesso in Serie B e riesce a giocare 14 partite, sostituendo Federico Agliardi, il portiere titolare infortunato. Nella stagione 2006-2007 diventa titolare e gioca 40 partite in campionato. Dopodiché disputa altri due campionati con le Rondinelle, di cui il primo sotto la guida di Serse Cosmi con cui ha avuto un ottimo rapporto, perdendo le finali play-off per la promozione nella stagione 2008-2009. Nel febbraio 2009 la metà del suo cartellino viene acquistata dall'Inter per 3,5 milioni di euro.

#### Bologna

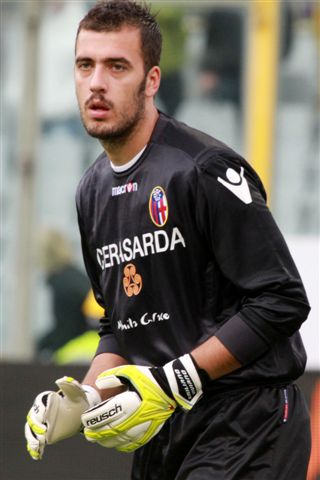
Viviano nel 2010 al Bologna

Il 26 giugno 2009 la compartecipazione fra Inter e Brescia viene rinnovata, quindi il 13 luglio seguente passa al Bologna, che acquista la metà del suo cartellino dal Brescia per la cifra di 2 milioni di euro più il prestito di Francesco Della Rocca, per un totale di 3,5 milioni di euro, la cifra più alta mai sborsata dalla presidenza Menarini fino a quel momento. Il 22 agosto 2009, a 23 anni, esordisce in Serie A nella partita Bologna-Fiorentina (1-1). Viene impiegato come titolare e disputa 34 gare nel suo primo campionato in Serie A. Il 10 giugno 2010 la compartecipazione tra Bologna e Inter viene rinnovata per un'altra stagione.

#### Inter e Genoa
Il 25 giugno 2011 l'Inter si assicura alle buste l'intero cartellino del portiere offrendo 4,2 milioni di euro contro i 2,35 del Bologna. In realtà, la cifra offerta dalla squadra felsinea è stata frutto di un errore del direttore generale felsineo Stefano Pedrelli, il quale, non essendo il Bologna titolare dell'intero cartellino ma della sola compartecipazione acquisita per 3,5 milioni nel 2009, avrebbe dovuto compilare il modulo inserendo sia il valore della compartecipazione offerta che quello del valore dato al cartellino. La società bolognese, anziché raddoppiare, ha indicato una sola volta i 4,71 milioni, interpretabili come valore complessivo dell'operazione, ovvero 2,355 milioni per la metà in questione. All'apertura delle buste quindi, l'offerta dell'Inter di 4,1 milioni risulta superiore a quella del Bologna determinando il passaggio definitivo di Viviano alla squadra nerazzurra.
Il 23 luglio, durante un allenamento svolto alla Pinetina, si procura una lesione completa del legamento crociato anteriore del ginocchio sinistro; l'infortunio lo tiene lontano dai campi per sei mesi. Il 31 agosto l'Inter definisce con il Genoa lo scambio di compartecipazioni tra Viviano e Juraj Kucka, con i giocatori che rimangono in prestito nei rispettivi club.

#### Palermo
Senza riuscire ad esordire con l'Inter, il 13 gennaio 2012 il giocatore sottoscrive un contratto fino al 2016 con il Palermo, che acquista la metà del cartellino appartenente al Genoa per la cifra di 5 milioni di euro; nell'operazione viene anticipato il riscatto, già previsto per il prossimo giugno, di tutto il cartellino di Cesare Bovo, ceduto per 1,3 milioni, già in prestito ai liguri; l'Inter ottiene il controriscatto. Esordisce in maglia rosanero in Palermo-Genoa (5-3) della 19ª giornata di campionato giocata il 22 gennaio seguente. Col Palermo gioca tutte le 20 partite a disposizione da titolare, subendo 36 gol; solo in tre occasioni la sua porta resta inviolata, ovvero contro il Novara battuto 2-0 nella 20ª giornata, contro la Fiorentina (0-0) alla 32ª giornata e contro il Genoa all'ultima giornata. Quest'ultima partita finisce 2-0 per gli avversari ma a subire le reti è Giacomo Brichetto, dopo l'uscita di Viviano dal campo all'intervallo a causa di una contrattura alla coscia sinistra.
Scaduta alla fine di maggio 2012 l'opzione di controriscatto della metà del cartellino per l'Inter, il 22 giugno Inter e Palermo si accordano per il rinnovo della compartecipazione.

#### Il prestito alla Fiorentina
Non convocato dal Palermo per il ritiro estivo, il 1º agosto 2012 viene ceduto in prestito oneroso di 500.000 euro con diritto di riscatto fissato a 7,5 milioni di euro alla Fiorentina dopo che lo stesso Palermo lo ha riscattato interamente dall'Inter per 3 milioni di euro. Tornato così nella squadra in cui era cresciuto, nei giorni precedenti il giocatore aveva dichiarato sul proprio sito ufficiale che vestire la maglia viola fosse «un sogno». Nella partita disputata a Parma nella quarta giornata, para un calcio di rigore a Jaime Valdés nella partita terminata 1-1. Chiude la stagione con 32 presenze, tutte in campionato, e 34 gol subiti. Dalla 17ª alla 22ª gli viene preferito il suo secondo Neto.
A fine stagione non viene riscattato e ritorna al Palermo, che non lo convoca per il ritiro estivo in vista della stagione 2013-2014.

#### Prestito all'Arsenal
Il 2 settembre 2013, ultimo giorno del calciomercato estivo, si trasferisce alla società inglese dell'Arsenal in prestito con diritto di riscatto. Con la prima squadra non gioca mai, limitando la propria presenza a sette panchine in tutta la stagione. L'unico incontro disputato è invece la sconfitta per 5-1 in casa contro il Sunderland nella Premier League Under-21. Il 17 maggio, pur non essendo mai sceso in campo, vince il suo primo trofeo in carriera, la FA Cup, quindi a fine stagione lascia il club londinese per fine prestito, ritornando al Palermo.

#### Sampdoria
Il 12 agosto 2014 viene ceduto in prestito con diritto di riscatto a 4 milioni di euro – e controriscatto a favore del Palermo – alla Sampdoria, con cui già si allenava da due giorni. Sceglie di indossare la maglia numero 2, il numero più basso disponibile, data l'impossibilità di prendere la casacca numero 1 in quanto già occupata. Il 31 agosto seguente esordisce in blucerchiato giocando da titolare la prima partita di Campionato Palermo-Sampdoria 1-1. In seguito ad un infortunio al menisco occorsogli il 19 ottobre in Cagliari-Sampdoria 2-2, perde il posto da titolare in favore di Sergio Romero, riacquistandolo il 5 gennaio 2015 nella trasferta di Roma contro la Lazio.
In questa stagione, chiusa con 29 presenze e 30 gol subiti in campionato, può vantare una percentuale tra i tiri ricevuti e le reti subite pari al 73%.
Il 26 giugno 2015 Sampdoria e Palermo si mettono d'accordo per il rinnovo del prestito anche per la stagione seguente con obbligo di riscatto da esercitarsi a giugno 2016.
Il 30 luglio 2015 esordisce nelle coppe europee nella partita di andata del terzo turno preliminare di Europa League persa 4-0 contro il Vojvodina, che elimina la Sampdoria nonostante la vittoria per 2-0 nella gara di ritorno. La stagione lo vede subire parecchie reti e 4 rigori parati.
Conclude la stagione 2015-2016 con 40 presenze tra Serie A, Coppa Italia e Europa League, il più presente della squadra.
Durante la stagione successiva, dopo una presenza in Coppa Italia e otto presenze in Serie A con 11 reti subite si infortuna al polso sinistro nella gara contro il Pescara, essendo così costretto a saltare tutto il girone d'andata, lasciando la porta in custodia a Christian Puggioni.
Il 29 ottobre 2017 il portiere torna in campo, dopo 7 mesi di assenza, disputando da titolare la partita vinta per 4-1 contro il Chievo e giocando la prima gara della sua quarta stagione con la maglia blucerchiata.
Complessivamente con la Samp in quattro stagioni ha messo insieme 115 presenze.

#### Sporting Lisbona
Il 22 giugno 2018 viene ufficializzato il suo passaggio allo Sporting Lisbona, ma Viviano non scende mai in campo, complice anche il repentino esonero del suo allenatore Siniša Mihajlović, che lo aveva avuto alla Samp e lo aveva voluto con sé in Portogallo.

#### SPAL
Il 7 gennaio 2019 viene ceduto in prestito alla SPAL, club militante in Serie A. Fa il suo debutto con gli emiliani il 20 gennaio successivo, nel pareggio casalingo col Bologna (1-1), sua ex squadra.

#### L'esperienza in Turchia, il ritorno in Italia e il ritiro
Il 20 agosto 2020, dopo una stagione di inattività, riparte dal campionato turco, venendo ingaggiato dal Fatih Karagumruk, neopromosso in Süper Lig, con cui in tre anni totalizza 89 presenze.
Svincolatosi dal club turco, l'8 agosto 2023 firma per l'Ascoli con cui disputa 27 presenze in Serie B.
Il 21 settembre 2024 annuncia di essersi ritirato. In parallelo aveva cominciato a fare l’opinionista su Twitch.
Nel febbraio 2025 si ritira dalla Kings League dopo essersi infortunato gravemente a un ginocchio. In estate diventa opinionista di Coppa Italia LIVE sulle reti Mediaset.

### Nazionale
Con la nazionale Under-20 ha preso parte da titolare ai Mondiali Under-20 del 2005.
Nel 2006-2007 ha fatto parte della rosa della nazionale Under-21, nella quale è stato convocato come secondo portiere per l'Europeo Under-21 del 2007. Nella prima partita dell'Europeo subentra a Gianluca Curci, infortunato, e gioca da titolare le restanti partite e lo spareggio di qualificazione ai Giochi olimpici.
Nel 2008 viene convocato come portiere titolare della nazionale Olimpica che partecipa ai Giochi di Pechino. Nelle prime tre partite del girone rimane imbattuto e para un rigore decisivo nella gara contro il Camerun, consentendo così agli azzurrini di giungere primi nel proprio gruppo. Nei quarti di finale persi 3-2 viene espulso all'80' per un fallo di reazione.

#### Nazionale maggiore
Il 6 agosto 2010 riceve la prima convocazione in nazionale maggiore, con il CT Cesare Prandelli che lo inserisce nella lista degli uomini per la partita amichevole contro la Costa d'Avorio del 10 agosto. Esordisce il 7 settembre 2010, a 24 anni, giocando titolare nella partita Italia-Fær Øer (5-0) disputata a Firenze e valida per le qualificazioni agli Europei 2012. Partito inizialmente dietro a Salvatore Sirigu, viene infine scelto come vice del portiere titolare Gianluigi Buffon, giocando anche le due partite di qualificazione in ottobre 2010 contro l'Irlanda del Nord (0-0) e Serbia; quest'ultima partita, in programma allo stadio Luigi Ferraris di Genova il 12 ottobre, è iniziata con 35 minuti di ritardo ed è stata poi sospesa dopo soli 6 minuti di gioco a causa di problemi di ordine pubblico provocati dai tifosi ultranazionalisti serbi, che hanno lanciato dagli spalti una serie di fumogeni, uno dei quali ha sfiorato proprio Viviano; successivamente è stata assegnata la vittoria per 3-0 a tavolino all'Italia. Chiude la stagione con la presenza in tre amichevoli.
Il 26 febbraio 2012, tornato a giocare regolarmente dopo l'infortunio rimediato all'Inter, torna ad essere convocato in vista dell'amichevole contro gli Stati Uniti di tre giorni dopo.
Il 13 maggio seguente viene inserito da Prandelli nella lista dei 32 calciatori pre-convocati per la fase di preparazione in vista dell'Europeo 2012, venendo poi escluso dalla lista il 28 maggio ed uscendo dal giro della nazionale.

## Statistiche

### Presenze e reti nei club
Statistiche aggiornate al 10 maggio 2024.
| Stagione                | Squadra                 | Campionato              | Campionato | Campionato | Coppe nazionali | Coppe nazionali | Coppe nazionali | Coppe continentali | Coppe continentali | Coppe continentali | Altre coppe | Altre coppe | Altre coppe | Totale | Totale |
| Stagione                | Squadra                 | Comp                    | Pres       | Reti       | Comp            | Pres            | Reti            | Comp               | Pres               | Reti               | Comp        | Pres        | Reti        | Pres   | Reti   |
| ----------------------- | ----------------------- | ----------------------- | ---------- | ---------- | --------------- | --------------- | --------------- | ------------------ | ------------------ | ------------------ | ----------- | ----------- | ----------- | ------ | ------ |
| 2004-2005               | Cesena                  | B                       | 13         | -18        | CI              | 0               | 0               | -                  | -                  | -                  | -           | -           | -           | 13     | -18    |
| 2005-2006               | Brescia                 | B                       | 14         | -17        | CI              | 0               | 0               | -                  | -                  | -                  | -           | -           | -           | 14     | -17    |
| 2006-2007               | Brescia                 | B                       | 40         | -41        | CI              | 5               | -8              | -                  | -                  | -                  | -           | -           | -           | 45     | -49    |
| 2007-2008               | Brescia                 | B                       | 35+2       | -31 + -2   | CI              | 1               | -2              | -                  | -                  | -                  | -           | -           | -           | 38     | -35    |
| 2008-2009               | Brescia                 | B                       | 37+3       | -31 + -5   | CI              | 1               | -2              | -                  | -                  | -                  | -           | -           | -           | 41     | -38    |
| Totale Brescia          | Totale Brescia          | Totale Brescia          | 126+5      | -120 + -7  |                 | 7               | -12             |                    | -                  | -                  |             | -           | -           | 138    | -139   |
| 2009-2010               | Bologna                 | A                       | 34         | -52        | CI              | 1               | 0               | -                  | -                  | -                  | -           | -           | -           | 35     | -52    |
| 2010-2011               | Bologna                 | A                       | 38         | -52        | CI              | 0               | 0               | -                  | -                  | -                  | -           | -           | -           | 38     | -52    |
| Totale Bologna          | Totale Bologna          | Totale Bologna          | 72         | -104       |                 | 1               | 0               |                    | -                  | -                  |             | -           | -           | 73     | -104   |
| 2011-gen. 2012          | Inter                   | A                       | 0          | 0          | CI              | 0               | 0               | UCL                | 0                  | 0                  | SI          | 0           | 0           | 0      | 0      |
| gen.-giu. 2012          | Palermo                 | A                       | 20         | -36        | CI              | 0               | 0               | UEL                | 0                  | 0                  | -           | -           | -           | 20     | -36    |
| 2012-2013               | Fiorentina              | A                       | 32         | -34        | CI              | 0               | 0               | -                  | -                  | -                  | -           | -           | -           | 32     | -34    |
| 2013-2014               | Arsenal                 | PL                      | 0          | 0          | FACup+CdL       | 0               | 0               | UCL                | 0                  | 0                  | -           | -           | -           | 0      | 0      |
| 2014-2015               | Sampdoria               | A                       | 29         | -30        | CI              | 1               | 0               | -                  | -                  | -                  | -           | -           | -           | 30     | -30    |
| 2015-2016               | Sampdoria               | A                       | 37         | -56        | CI              | 1               | -2              | UEL                | 2                  | -4                 | -           | -           | -           | 40     | -62    |
| 2016-2017               | Sampdoria               | A                       | 17         | -20        | CI              | 1               | 0               | -                  | -                  | -                  | -           | -           | -           | 18     | -20    |
| 2017-2018               | Sampdoria               | A                       | 27         | -43        | CI              | 0               | 0               | -                  | -                  | -                  | -           | -           | -           | 27     | -43    |
| Totale Sampdoria        | Totale Sampdoria        | Totale Sampdoria        | 110        | -149       |                 | 3               | -2              |                    | 2                  | -4                 |             | -           | -           | 115    | -155   |
| 2018-gen. 2019          | Sporting Lisbona        | PL                      | 0          | 0          | CP+CdL          | 0               | 0               | UEL                | 0                  | 0                  | -           | -           | -           | 0      | 0      |
| gen.-giu. 2019          | SPAL                    | A                       | 17         | -25        | CI              | 0               | 0               | -                  | -                  | -                  | -           | -           | -           | 17     | -25    |
| 2020-2021               | Fatih Karagümrük        | SL                      | 32         | -43        | TK              | 0               | 0               |                    | -                  | -                  |             | -           | -           | 32     | -43    |
| 2021-2022               | Fatih Karagümrük        | SL                      | 38         | -52        | TK              | 2               | -5              | -                  | -                  | -                  | -           | -           | -           | 40     | -57    |
| 2022-2023               | Fatih Karagümrük        | SL                      | 17         | -30        | TK              | 1               | -2              | -                  | -                  | -                  | -           | -           | -           | 18     | -32    |
| Totale Fatih Karagümrük | Totale Fatih Karagümrük | Totale Fatih Karagümrük | 87         | -125       |                 | 3               | -7              |                    | -                  | -                  |             | -           | -           | 90     | -132   |
| 2023-2024               | Ascoli                  | B                       | 27         | -32        | CI              | 0               | 0               | -                  | -                  | -                  | -           | -           | -           | 27     | -32    |
| Totale carriera         | Totale carriera         | Totale carriera         | 509        | -650       |                 | 14              | -21             |                    | 2                  | -4                 |             | -           | -           | 525    | -675   |

### Cronologia presenze e reti in nazionale
| Cronologia completa delle presenze e delle reti in nazionale ― Italia | Cronologia completa delle presenze e delle reti in nazionale ― Italia | Cronologia completa delle presenze e delle reti in nazionale ― Italia | Cronologia completa delle presenze e delle reti in nazionale ― Italia | Cronologia completa delle presenze e delle reti in nazionale ― Italia | Cronologia completa delle presenze e delle reti in nazionale ― Italia | Cronologia completa delle presenze e delle reti in nazionale ― Italia | Cronologia completa delle presenze e delle reti in nazionale ― Italia |
| Data                                                                  | Città                                                                 | In casa                                                               | Risultato                                                             | Ospiti                                                                | Competizione                                                          | Reti                                                                  | Note                                                                  |
| --------------------------------------------------------------------- | --------------------------------------------------------------------- | --------------------------------------------------------------------- | --------------------------------------------------------------------- | --------------------------------------------------------------------- | --------------------------------------------------------------------- | --------------------------------------------------------------------- | --------------------------------------------------------------------- |
| 7-9-2010                                                              | Firenze                                                               | Italia                                                                | 5 – 0                                                                 | Fær Øer                                                               | Qual. Euro 2012                                                       | -                                                                     |                                                                       |
| 8-10-2010                                                             | Belfast                                                               | Irlanda del Nord                                                      | 0 – 0                                                                 | Italia                                                                | Qual. Euro 2012                                                       | -                                                                     |                                                                       |
| 12-10-2010                                                            | Genova                                                                | Italia                                                                | 3 – 0 tav                                                             | Serbia                                                                | Qual. Euro 2012                                                       | -                                                                     |                                                                       |
| 17-11-2010                                                            | Klagenfurt am Wörthersee                                              | Romania                                                               | 1 – 1                                                                 | Italia                                                                | Amichevole                                                            | -1                                                                    |                                                                       |
| 29-3-2011                                                             | Kiev                                                                  | Ucraina                                                               | 0 – 2                                                                 | Italia                                                                | Amichevole                                                            | -                                                                     |                                                                       |
| 7-6-2011                                                              | Liegi                                                                 | Italia                                                                | 0 – 2                                                                 | Irlanda                                                               | Amichevole                                                            | -2                                                                    |                                                                       |
| Totale                                                                |                                                                       | Presenze                                                              | 6                                                                     |                                                                       | Reti                                                                  | -3                                                                    |                                                                       |

| Cronologia completa delle presenze e delle reti in nazionale ― Italia olimpica | Cronologia completa delle presenze e delle reti in nazionale ― Italia olimpica | Cronologia completa delle presenze e delle reti in nazionale ― Italia olimpica | Cronologia completa delle presenze e delle reti in nazionale ― Italia olimpica | Cronologia completa delle presenze e delle reti in nazionale ― Italia olimpica | Cronologia completa delle presenze e delle reti in nazionale ― Italia olimpica | Cronologia completa delle presenze e delle reti in nazionale ― Italia olimpica | Cronologia completa delle presenze e delle reti in nazionale ― Italia olimpica |
| Data                                                                           | Città                                                                          | In casa                                                                        | Risultato                                                                      | Ospiti                                                                         | Competizione                                                                   | Reti                                                                           | Note                                                                           |
| ------------------------------------------------------------------------------ | ------------------------------------------------------------------------------ | ------------------------------------------------------------------------------ | ------------------------------------------------------------------------------ | ------------------------------------------------------------------------------ | ------------------------------------------------------------------------------ | ------------------------------------------------------------------------------ | ------------------------------------------------------------------------------ |
| 22-7-2008                                                                      | Pistoia                                                                        | Italia olimpica                                                                | 1 – 1                                                                          | Romania under 21                                                               | Amichevole                                                                     | -                                                                              | 46’                                                                            |
| 7-8-2008                                                                       | Qinhuangdao                                                                    | Honduras olimpica                                                              | 0 – 3                                                                          | Italia olimpica                                                                | Olimpiadi 2008 - 1º turno                                                      | -                                                                              |                                                                                |
| 10-8-2008                                                                      | Qinhuangdao                                                                    | Italia olimpica                                                                | 3 – 0                                                                          | Corea del Sud olimpica                                                         | Olimpiadi 2008 - 1º turno                                                      | -                                                                              |                                                                                |
| 13-8-2008                                                                      | Tientsin                                                                       | Camerun olimpica                                                               | 0 – 0                                                                          | Italia olimpica                                                                | Olimpiadi 2008 - 1º turno                                                      | -                                                                              |                                                                                |
| 16-8-2008                                                                      | Pechino                                                                        | Italia olimpica                                                                | 2 – 3                                                                          | Belgio olimpica                                                                | Olimpiadi 2008 - Quarti di finale                                              | -3                                                                             | 80’                                                                            |
| Totale                                                                         |                                                                                | Presenze                                                                       | 5                                                                              |                                                                                | Reti                                                                           | -3                                                                             |                                                                                |

## Palmarès

### Club
- Coppa d'Inghilterra: 1

Arsenal: 2013-2014